# NGC 6169
NGC 6169 is een open sterrenhoop in het sterrenbeeld Winkelhaak. Het hemelobject werd op 1 juni 1834 ontdekt door de Britse astronoom John Herschel. Alhoewel deze sterrenhoop zich pal op Eugène Delporte's grenslijn tussen de sterrenbeelden Schorpioen (Scorpius) en Winkelhaak (Norma) bevindt, wordt het de μ Normae cluster genoemd, omdat de betrekkelijk opvallende ster μ Normae de helderste component is van deze open sterrenhoop. De ster μ Normae bevindt zich ten opzichte van Delporte's grenslijn net ten westen ervan, in het gebied van het sterrenbeeld Winkelhaak.

## Synoniemen
- OCL 984
- ESO 276-SC5